# Hayim Vital
Hayim Vital, detto Calabrese (in ebraico חיים ויטאל‎?, Ḥayyīm Vitàl; Safad, 1542 – Damasco, 23 aprile 1620), è stato un rabbino, mistico, scrittore e kabbalista ottomano, attivo tra il Cinquecento e il Seicento nelle città di Safed e Damasco, nell'allora Palestina e Siria ottomana.

## Biografia
Hayim Vital nacque nel 1542, probabilmente a Safed, suo padre era uno scriba originario dell'Italia Meridionale (Joseph Vital Calabrese); per l'origine della sua famiglia anche Hayim Vital è detto "Calabrese". Viene considerato il maggior interprete e depositario della cabala lurianica, tradizione esoterica del misticismo ebraico che fa capo a Isaac Luria, di cui Vital fu appunto il miglior allievo.
Degli studi giovanili non si sa molto, ma si afferma con certezza che studiò materie esoteriche a Safed, ma solo dal 1564 iniziò lo studio della cabala, seguendo il sistema di Mosè Cordovero. Di particolare interesse è il fatto che Vital intraprese profondi studi esoterici e di alchimia fra il 1563 e il 1565, che svolse a Damasco, ed è sorprendente come più tardi, negli anni seguenti, dichiarò, in modo così tanto enfatico da risultare sospetto a detta di alcuni, di essersi pentito amaramente di quegli studi. Dopo questa esperienza passò infatti un periodo di cinque anni destinato probabilmente all'oblio, durante il quale sembra non vi sia rimasta traccia, per ritornare nel 1570 a Safed, in cui nello stesso anno era arrivato Isaac Luria, il suo futuro e principale maestro.
Isaac Luria fu un'autorità di grandissima levatura, tanto da meritarsi l'epiteto onorifico di “Ari” (leone), ma non scrisse che poche opere, cosicché la messa per iscritto, la sistemazione e la diffusione del suo pensiero fu compiuta dal suo principale discepolo. Vital elabora la sua interpretazione degli insegnamenti lurianici in due ampie opere: Etz ha-Hayyim ("Albero di vita") ed Etz ha-Da'at. L'ultima e la più completa esposizione del sistema lurianico vieni scritta da Vital negli anni ottanta del Cinquecento, mentre ricopre il ruolo di rabbino a Gerusalemme. Nell'ultimo decennio del Cinquecento visse fra Safed, Gerusalemme e Damasco, dove si trasferì definitivamente nel 1598. Nel 1604 fu colpito da una grave malattia agli occhi che lo portò quasi alla cecità, visse i suoi ultimi anni circondato da un gruppo ristretto di cabalisti e morì nel 1620.

## Il rapporto con Luria
La questione del rapporto esclusivo e personale di Vital col maestro Luria merita una particolare attenzione. Quando Luria giunse a Safed, Vital divenne suo discepolo e studiò con lui per due anni, fino alla morte del maestro avvenuta nel 1572. Subito dopo la morte del maestro Vital iniziò a trascrivere ciò che ricordava, ad organizzare i suoi appunti, e questo lavoro durò per oltre venti anni, ma Vital cercò subito anche di impedire che altri allievi di Luria ne presentassero la dottrina, volendosi riservare l'esclusiva dell'autorità che aveva in materia (maturata dal rapporto di estrema vicinanza col maestro). Inizialmente non riuscì nel suo intento, ma nel 1575 riuscì a stipulare un accordo con altri dodici discepoli di Luria che si impegnavano a studiarne gli insegnamenti solo attraverso l'interpretazione di Vital, e promettendo di limitarsi a ciò che lui stesso avesse voluto rivelare dei segreti della cabala lurianica, e nulla più.
Durante la sua vita non permise mai che venissero diffusi i suoi scritti, che ereditò il figlio Samuel Vital. Anche il figlio si operò nella revisione degli scritti del padre, e la versione definitiva che produsse si diffuso liberamente solo dal 1660 rappresentando la forma più fedele e originaria della cabala lurianica.
Fino a questo momento non è stato compiuto uno studio approfondito sull'opera e sulla personalità di Hayim Vital, ulteriori studi porteranno probabilmente alla luce aspetti per ora sconosciuti di questo emblematico personaggio della tradizione cabalistica più tarda.